# HMS Birkenhead
El HMS Birkenhead fue un navío de guerra británico de transporte de tropas, uno de los primeros navíos de la Royal Navy con casco de hierro. Fue diseñada como fragata a vapor, siendo después reconvertida a buque de transporte de tropas antes de ser puesto en servicio.

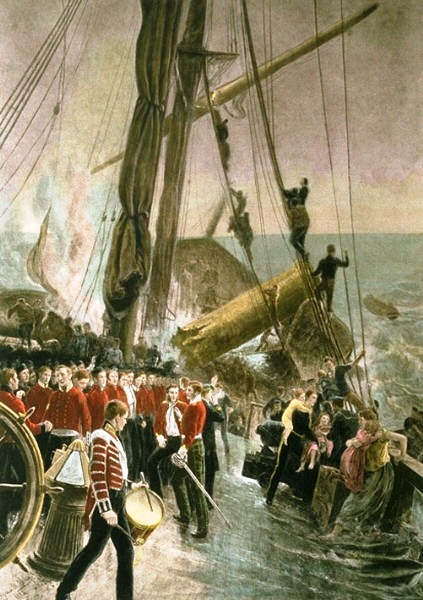
"El hundimiento del Birkenhead" por Thomas M Hemy (circa 1892).

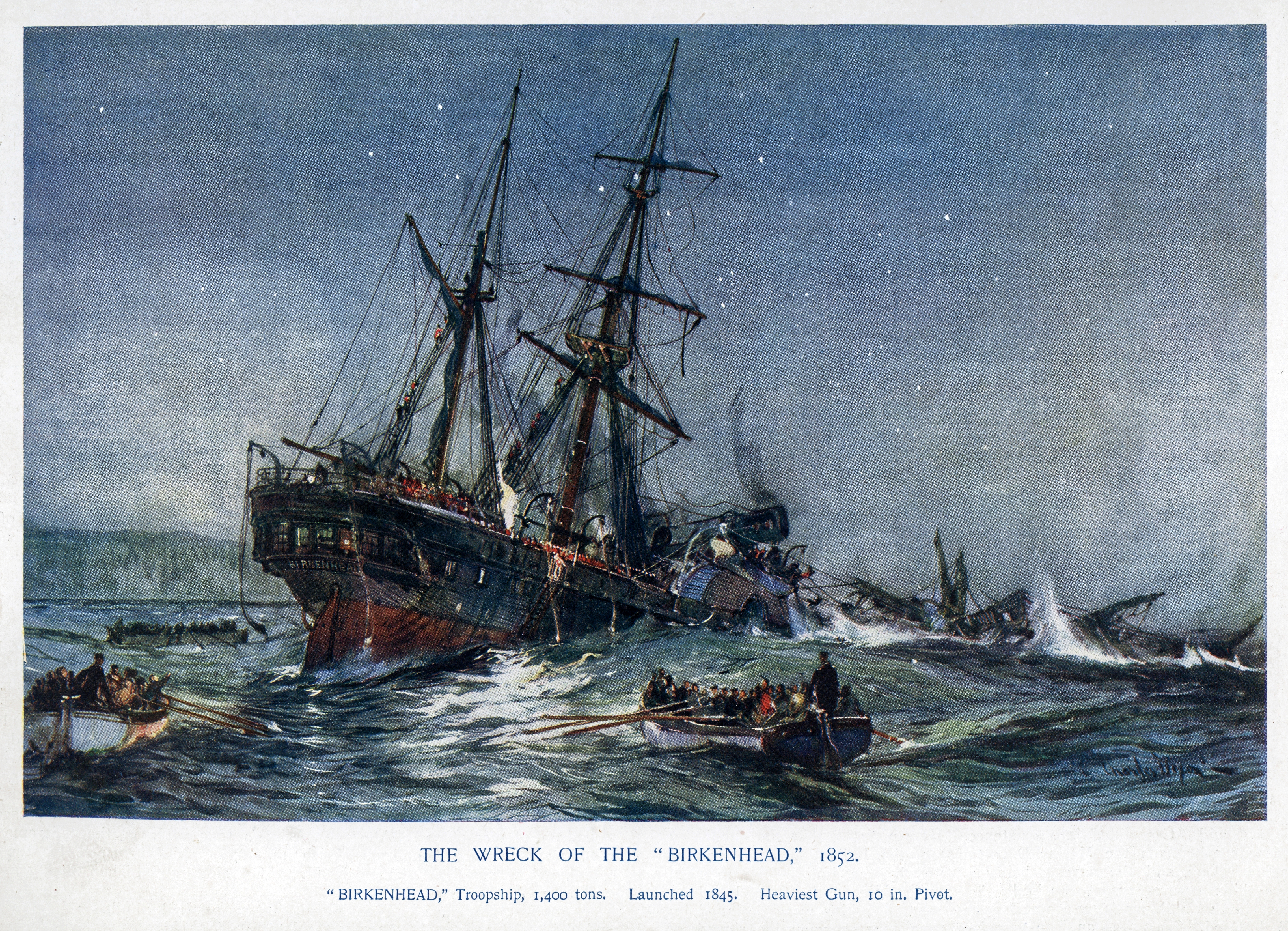
El hundimiento del Birkenhead (1901) por Charles Dixon.

Botado el 30 de diciembre de 1845, resultó hundido el 26 de febrero de 1852, mientras transportaba tropas desde la bahía de Algoa a Danger Point, cerca de Gansbaai, a unos 140 kilómetros de Ciudad del Cabo, Sudáfrica. No había suficientes botes salvavidas para todos los pasajeros, por lo que los soldados se mantuvieron en calma, permitiendo a las mujeres y los niños ocupar los botes de forma segura.
Sólo 193 de las 643 personas pudieron sobrevivir, y la caballerosidad de los soldados dio origen al protocolo de "mujeres y niños primero" a la hora de abandonar un barco que se está hundiendo, mientras que el poema "Birkenhead drill" de Rudyard Kipling vino a describir el coraje a la hora de afrontar situaciones desesperadas.